# Aéroport international de Palanga
L'aéroport international de Palanga est un aéroport international situé dans la ville du même nom, à environ 30 kilomètres nord de Klaipėda (Lituanie) près de la mer Baltique. Depuis 1993, le nombre de passagers augmente régulièrement. Cette augmentation a été de plus de 60 % entre 2003 et 2004, année où la Lituanie a rejoint l'Union européenne.
Aujourd'hui l'aéroport de Palanga est le troisième de Lituanie derrière Vilnius et Kaunas en nombre de passagers.

## Situation
| Vilnius Šiauliai Palanga Kaunas |

## Compagnies et destinations
| Compagnies            | Destinations                                            |
| --------------------- | ------------------------------------------------------- |
| airBaltic             | Riga                                                    |
| Norwegian Air Shuttle | Copenhague-Kastrup , Oslo-Gardermoen, Stockholm-Arlanda |
| Ryanair               | Dublin , Londres-Stansted                               |
| Scandinavian Airlines | Copenhague-Kastrup, Oslo-Gardermoen                     |

Édité le 18/03/2020  Actualisé le 22/02/2023

## Histoire

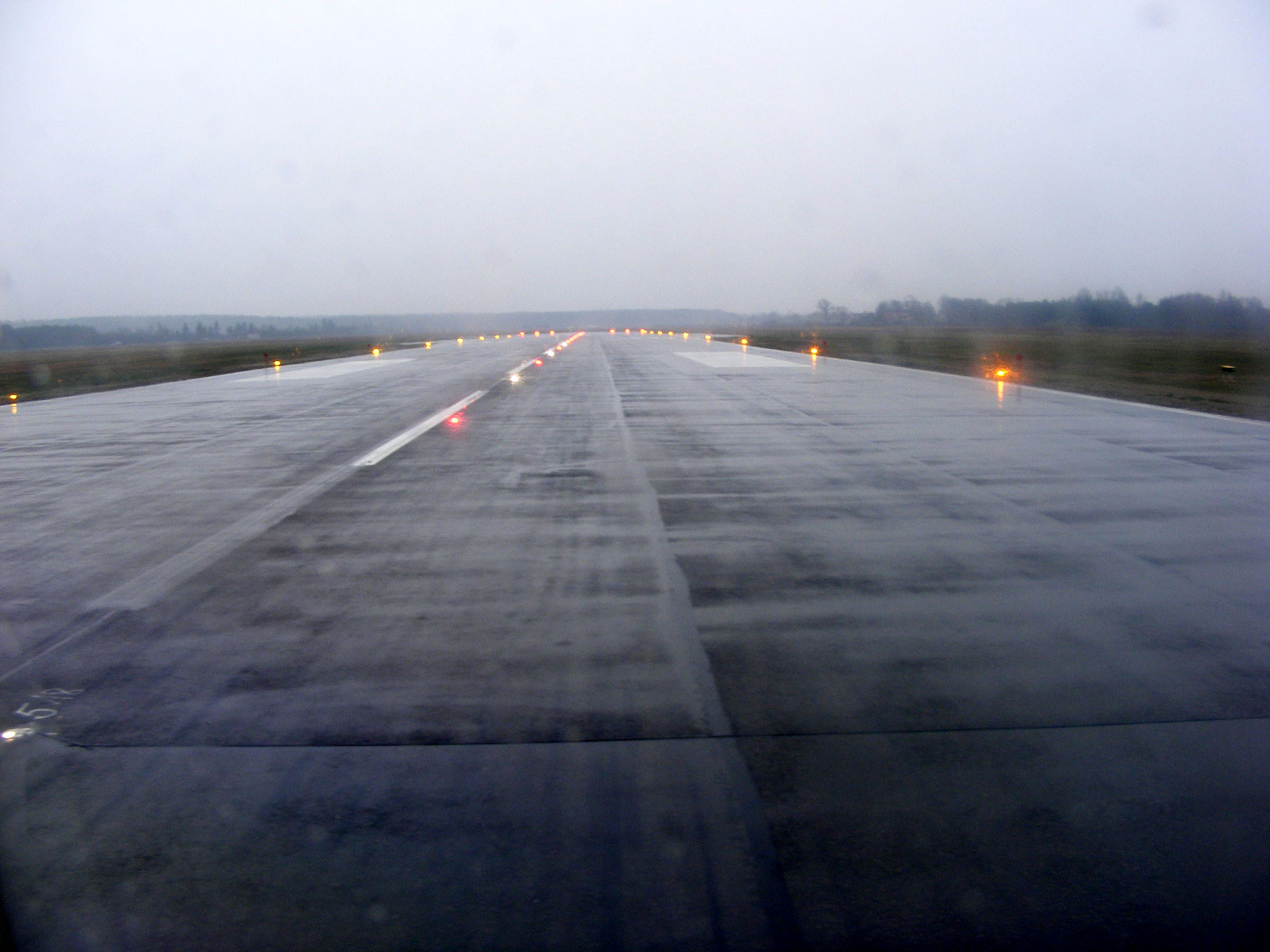
Piste 01/19 vu du sud.

L'aéroport fut mis en service en 1937 sur un site situé à 7 kilomètres à l'est du site actuel, près de la route Palanga-Darbenai. Les pilotes de la force aérienne lituanienne s'y entraînaient. En 1939, le premier vol régulier en Lituanie effectuait la liaison Kaunas - Palanga.
En 1940-1941, puis entre 1945 et 1963, il fut utilisé par l'armée de l'air de l'Union soviétique. En 1963, l'aéroport devient un aéroport civil.
En 1991, il est de nouveau enregistré et géré par l'État. En 1997, il rejoint l'ACI (Conseil international des aéroports).
Entre 1994 et 1997, le terminal passager est rénové. Les services aux passagers et la manutention des bagages sont entièrement modernisés pour satisfaire aux normes de l'Organisation de l'aviation civile internationale.
Entre juin et octobre 2007, la piste 01/19 est agrandie (2280x45 mêtres) et équipée d'un nouveau système d'éclairage.

## Évolution du nombre de passagers
Pour des raisons techniques, il est temporairement impossible d'afficher le graphique qui aurait dû être présenté ici.

Voir la requête brute et les sources sur Wikidata.

## Terminaux

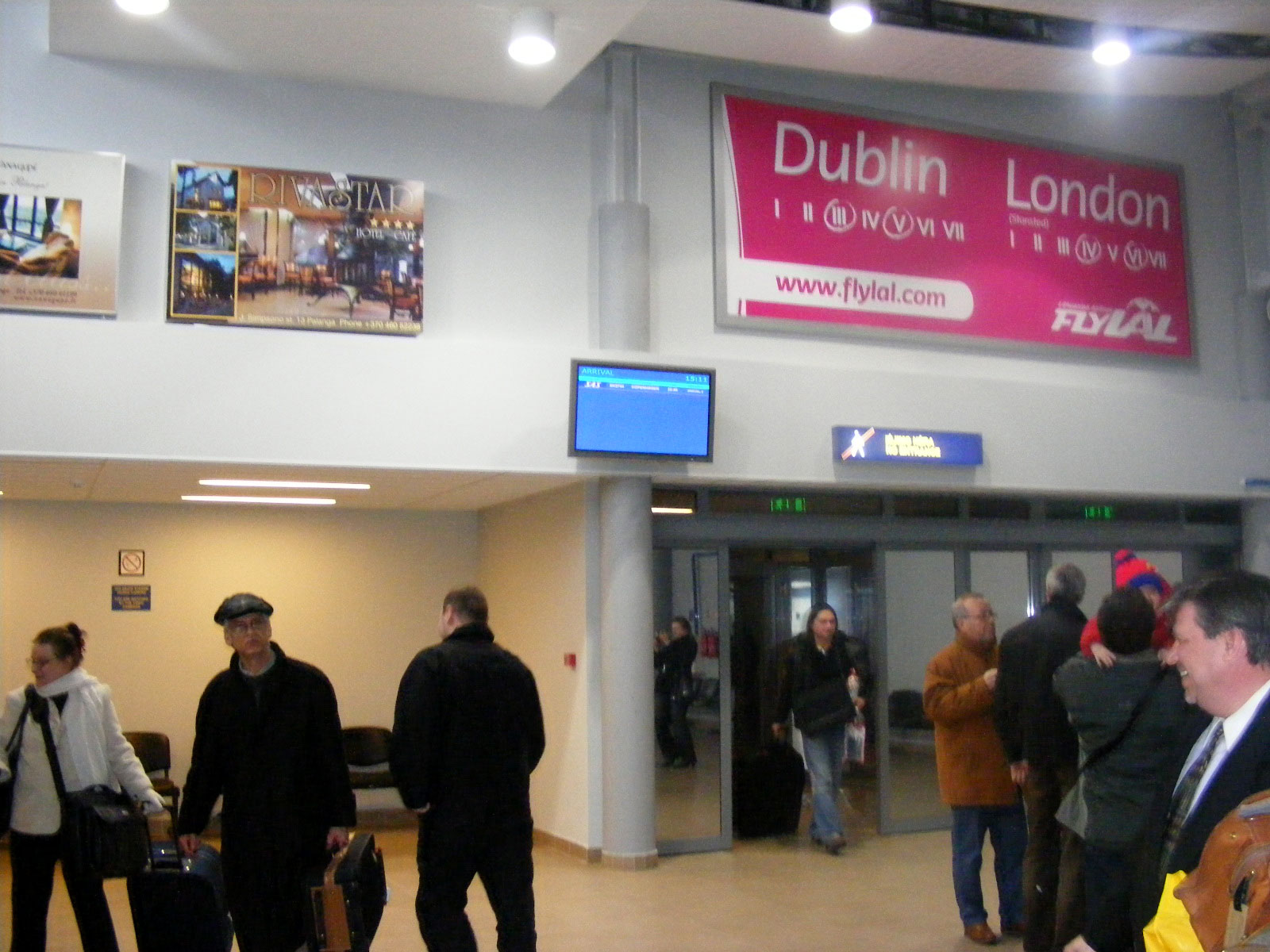
Terminal nord, hall d'arrivée

Le terminal sud, construit dans les années 1970 et modernisé à la fin des années 1990, est utilisé pour les vols Schengen.
Le nouveau terminal nord ouvert le 26 octobre 2007 équipé pour les vols de et vers les pays hors zone Schengen.